# موريل فاندربلت
موريل فاندربلت (بالإنجليزية: Muriel Vanderbilt)‏ هي نجمة اجتماعية أمريكية، ولدت في 23 نوفمبر 1900 في نيويورك في الولايات المتحدة، وتوفيت في 3 فبراير 1972 في فلوريدا في الولايات المتحدة.